# Нова Потьма
Нова Потьма́ (рос. Новая Потьма, ерз. Од Потманя) — село у складі Зубово-Полянського району Мордовії, Росія. Адміністративний центр Новопотьминського сільського поселення.
Населення — 352 особи (2010; 403 у 2002).
Національний склад (станом на 2002 рік):
- мордва — 93 %